# Kardborrsklöver
Kardborrsklöver (Trifolium lappaceum) är en ärtväxtart som beskrevs av Carl von Linné. Enligt Catalogue of Life ingår Kardborrsklöver i släktet klövrar och familjen ärtväxter, men enligt Dyntaxa är tillhörigheten istället släktet klövrar och familjen ärtväxter. Arten förekommer tillfälligt i Sverige, men reproducerar sig inte.

## Underarter
Arten delas in i följande underarter:
- T. l. adrianopolitanum
- T. l. lappaceum